# Enhedsvektor
En enhedsvektor er et begreb inden for matematik med vektorer, der betegner en vektor med længden én.
Fordelen ved at bruge enhedsvektorer er at man bedre kan "sammenligne" vektorer der har samme længde, og altså 
kun sammenligne retningen. I dette tilfælde vil længden én selvsagt være en oplagt længde, men der findes naturligvis også 
andre formål at bruge en enhedsvektor til.
I det tre-dimensionale kartesiske koordinatsystem udgør vektorerne {\displaystyle {\hat {i}},{\hat {j}}} og {\displaystyle {\hat {k}}} 
hhv. de vektorer som peger ud i aksernes retning. Det tilsvarende gælder i planen, altså det todimensionelle koordinatsystem, 
her er {\displaystyle {\hat {k}}} dog naturligvis ikke repræsenteret. De er nærmere defineret som
{\displaystyle {\hat {i}}={\begin{bmatrix}1\\0\\0\end{bmatrix}}}
{\displaystyle {\hat {j}}={\begin{bmatrix}0\\1\\0\end{bmatrix}}}
{\displaystyle {\hat {k}}={\begin{bmatrix}0\\0\\1\end{bmatrix}}}
Et koordinatsæt der hedder {\displaystyle \left(4,-2,7\right)} er altså en kombination af vektorer således:
{\displaystyle 4{\hat {i}}-2{\hat {j}}+7{\hat {k}}}
Måden hvorpå man "omdanner" en vektor til en enhedsvektor, er ved følgende operation, i det tredimensionelle tilfælde: 
{\displaystyle {\vec {e}}={\frac {\vec {a}}{\|{\vec {a}}\|}}={\frac {\vec {a}}{\sqrt {a_{x}^{2}+a_{y}^{2}+a_{z}^{2}}}}}
Mere generelt tager man den euklidiske norm af vektoren.
Og der gælder altså som sagt følgende, at længden af enhedsvektoren er én: {\displaystyle \|{\vec {e}}\|=1}